# بيرغولو
بيرغولو هيبلدية في مقاطعة كونيو في منطقة بيدمونت الإيطالية، وتقع على بعد حوالي 70 كيلومتر (43 ميل) جنوب شرق تورينو وحوالي 50 كيلومتر (31 ميل) شمال شرق كونيو. اعتبارًا من 1 يناير 2017، كان عدد سكانها 68 نسمة ومساحتها 3.0 كيلومتر مربع (1.2 ميل2) .
تقع برغولو على حدود البلديات التالية: كورتيميليا، ليفيتسا، بيتسولو فاللي أوتسوني، توري بورميدا.

## روابط خارجية
- www.piemonteweb.it/Com/ComHome.asp؟ كوم = 666 /
- النصب التذكاري لعزرا باوند في بيرغولو، ألبوم صور في فليكر للنصب التذكاري على سفح التل لتعزيز رؤية الشاعر الأمريكي للسلام العالمي بعد أحداث 11 سبتمبر
- القرن الثاني عشر الرومانسكي كنيسة القديس سيباستيان والمقبرة، ألبوم صور فليكر
- كتالوغ صور فوتوغرافية لبرغولو على FlickrHiveMind